# Влатко Гилић
Влатко Гилић (Подгорица, 1. јануар 1935) је српски режисер и сценариста. Његов опус од дванаест кратких играних и документарних филмова, насталих у другој половини шездесетих и првој половини седамдесетих година, сматра се једним од највиших креативних домета домаће кинематографије у домену кратке уметничке форме.

## Биографија
Рођен је 1. октобра 1935. у Подгорици. Дипломирао је на Архитектонском факултету у Београду. Филмом почиње да се бави најпре као сценограф, радећи сценографију за филмове “Проверено мин њет” (1965), “Топле године” (1966), “Вук са Проклетија” (1967). У корежији са Предрагом Голубовићем 1966. године снима кратки играни филм “Мала светлост”, а наредних година самостално “Повратак на родно дрво”, затим “Хомо Сапиенс” и “Хомо хомини”, развијајући мит о Сизифу; седамдесетих “Затегни деле”, “In continuo”, “Дан више”, “Јуда”, “Љубав”... У анкети Института за филм у Београду “Љубав” је проглашен за најбоље остварење у историји југословенске кинематографије у краткометражној продукцији и номинован је међу пет најбољих у такмичењу за „Златни глобус” (Golden Globe Award). Године 1975. снима играни филм „Кичма”, који су амерички продуценти уврстили међу десет најбољих филмских остварења у свету и предложили за награду “Оскар” у категоријама за режију, камеру и музику. До 1990. године Гилић аплицира на различитим конкурсима, али не добија материјална средства за реализацију својих сценарија. Последњи, играни филм “Дани од снова” снимио је 1980. године, када се, због немилости тадашње власти и неблагонаклоне климе у домаћем кинематографском окружењу, повукао и посветио педагошкој каријери као професор режије на новосадској Академији уметности, као и на Факултету ликовних уметности на Цетињу. Одбијање да прими награде и јавна признања и да се појављује у медијима, у окружењу у којем, и поред међународних признања, није био у могућности да настави рад, сведочи о његовом отпору против оних струја у домаћој кинематографији (или у директној вези са њом) које гуше право и слободу аутентичног уметничког израза.
Три Гилићева филма уврштена су у колекцију Галерије модерних уметности у Њујорку у депоу који одолева евентуалној нуклеарној катастрофи, као део духовне оставштине човечанства за будућност.

## Награде
Амерички медијски гигант NBC уврстио је Влатка Гилића, као јединог редитеља из Југоисточне Европе, међу педесет најбољих у историји светске кинематографије, поред великана филмске уметности као што су Чаплин, Хичкок, Форд, Бергман, Куросава, Кјубрик, Тарковски, Роселини...
- Златна арена у Пули за сценографију филма „Проверено мин њет“ 1965.
- Велика златна медаља на филмском фестивалу у Београду за филм „Златно Деле“ 1970 године
- Гранд при на филмском фестивалу у Београду за филм „In continuo“ 1971 године
- „Сребрни медвед“ 1971. на филмском фестивалу у Западном Берлину за филм “Ин цонтинуо”
- Велика Златна медаља на филмском фестивалу у Београду за филм „Дан више“ 1972 године
- Гранд при на Међународном филмском фестивалу у Оберхаузену 1972. за филм „Дан више“
- Гранд при на филмском фестивалу у Београду за филм „Љубав“ 1973.
- Гранд при на Међународном филмском фестивалу у Оберхаузену 1973. за филм „Љубав“
- Гранд при „Е.Е.КЕШ“ на филмском фестивалу у Лајпцигу
- Гранд при на филмском фестивалу у Белвиу (САД)
- Гранд при „Удружења стваралаштва и уметности Вашингтона“
- Гранд при Жирија омладине на Интернационалном филмском фестивалу у Ниону (Швајцарска)
- Гранд при на филмском фестивалу у Мелбурну (Аустралија)
- Гранд при на 21. филмском фестивалу у Сиднеју
- Специјална награда на филмском фестивалу у Тренту (Италија)
- Тринаестојулска награда за културу и уметност Црне Горе
- Октобарска награда за културу и уметност града Београда
- Првомајска награда града Београда за ТВ серију „Операција 30 слова“
- Награда ФИПРЕСЦИ за филм „Дани од снова“ 1980 г. у Пули
- Награда Кинотеке Србије за допринос унапређењу кинематографије

## Из критике
Према речима филмске критике Гилић релативизује границе између документаристичке и фикционе структуре и, без обзира на то да ли су присутнији елементи једне или друге, кроз њихово прожимање ствара надахнуте филмске есеје, у којима се отискује његов сопствени ток свести.
Мислим да је југословенски филм 'Кичма', иако мрачан и страшан, једна од најоригиналнијих и најизузетнијих визија пропасти свијета коју сам икада видио. Када дође смак свијета, то вјероватно неће бити ни земљотрес ни поплава, свијет ће нестати у епрувети и у шприцу. Мислим да је 'Кичма' блиставо режиран филм који нам кроз дивну фотографију хиљаде ријечи замјењује сликама. 'Кичма' је дјело Влатка Гилића, цијењеног сценаристе и редитеља југословенских документарних филмова, који у области играног филма дебитује овом стравичном фантазијом што мучи и прогања, овом причом о чудовишном помору који Београд претвара у костурницу...
Биће заиста занимљиво видјети шта ће Влатко Гилић, тај велики таленат који је још у тридесетим годинама, створити послије 'Кичме', записао је Рекс Рид у Дејли њузу (1977).
Нико не истражује људску судбину на тако дубок начин као Гилић, пише Вилард ван Дајк, директор филмског одељења њујоршког Музеја савремене уметности, у писму упућеном “Дунав филму”, у којем тражи да откупи Гилићева дела.

## Филмографија
| Год.  | Назив                                                              |
| ----- | ------------------------------------------------------------------ |
| 1966. | Мала светлост (кратки филм)                                        |
| 1968. | Повратак на родно дрво (кратки филм)                               |
| 1969. | Homo sapiens                                                       |
| 1970. | Homo homini (кратки филм), Затегни деле (кратки документарни филм) |
| 1971. | In continuo, Јуче, данас, сутра                                    |
| 1972. | Дан више, Јуда, Љубав                                              |
| 1973. | Моћ                                                                |
| 1974. | Кичма                                                              |
| 1980. | Дани од снова                                                      |

## Филмска сценографија
| Год.  | Назив             |
| ----- | ----------------- |
| 1965. | Проверено мин њет |
| 1966. | Топле године      |
| 1967. | Вук са Проклетија |

## Коаутор фимских сценарија
- Смрт Паора Ђурице (1972)
- Бомбаши (1975)

## ТВ сценарио и режија
- Брачно саветовалиште - серија (1968)
- Операција 30 слова –серија (1969)
- Деца и животиње – серија (1970)

## Ауторска сценарија
- Кичма (1975)
- Дани од снова (1980)
- Човек на распродају (1983)
- Злочин и сан (1987)
- Препознавање сенке (1989)
- Продужена ноћ (2003)
- Оборен поглед (2004)

## Драма
- Признање